# Pietro Micca
Pierre Micha, (6 de marzo de 1677 - 30 de agosto de 1706), más conocido como Pietro Micca, fue un soldado Saboyano que se convirtió en un héroe nacional por su sacrificio en la defensa de Turín contra las tropas francesas.

## Biografía
Micca nació en Andorno, ahora Andorno Micca (Piamonte), cerca la ciudad de Biella. Su padre fue el albañil Giacomo Micca nativo de Sagliano, (hoy Sagliano Micca) y su madre fue Anna Martinazzo, de Riabella di San Paolo Cervo. En su pueblo natal, trabajó como albañil. El 29 de octubre de 1704 se casó con Maria Caterina Bonino y tuvo a su hijo Giacomo Antonio (1706-1803). Durante la guerra de sucesión española, Micca se alistó en el ejército saboyano como zapador, con el rango de soldado raso; fue apodado Passepartout.
Durante el asedio de Turin, Micca fue empleado como tunelero y albañil en las minas militares, las cuales corrían bajo la ciudadela. Las minas fueron diseñadas para detectar intentos franco-españoles de excavar debajo de la ciudadela y neutralizarlos haciéndolos explotar. Para este propósito, barriles de pólvora se colocaron en lugares estratégicos alrededor de la red de minas.

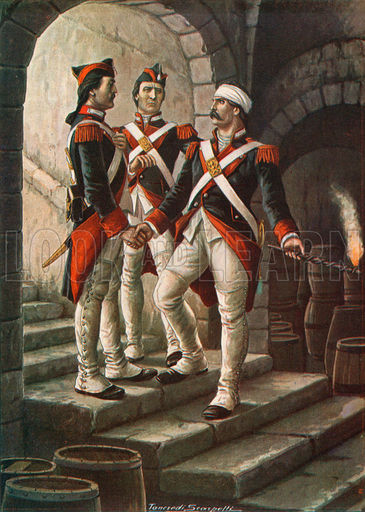
Ilustración sobre el sacrificio de Micca.

En la noche del 29 al 30 de agosto de 1706, un grupo de granaderos franceses se arrastró por una trinchera grande, que había sido el sitio de un asalto fallido a la ciudadela. Los saboyanos había encendido hogueras en la trinchera para quemar cadáveres, y esto significaba que los granaderos franceses no eran observados. Los granaderos franceses atacaron a un pequeño número de soldados saboyanos en la base de la trinchera, que custodiaban una entrada a las minas de la ciudadela. Los granaderos franceses los mataron y entraron en el nivel superior de las minas.
Al escuchar el ataque francés, Micca y un compañero bloquearon una puerta en la parte superior de los escalones que conducían al nivel inferior de las minas. Cuando los granaderos franceses intentaron derribar la puerta, Micca despidió a su compañero, encendió una mecha muy corta y la colocó en dos barriles de pólvora detrás de la puerta. La pólvora explotó cuando los granaderos franceses derribaron la puerta, matando e hiriendo a la mayoría de ellos. Micca resultó gravemente herido en la explosión y murió debido a sus heridas y al gas de dióxido de carbono venenoso, que había sido liberado por la explosión de la pólvora.
Si los granaderos franceses hubieran alcanzado el nivel inferior de las minas, podrían haber ingresado en el corazón de la ciudadela y de la ciudad. El sacrificio de Micca impidió esto, y el asalto francés fue rechazado con grandes pérdidas.
Unos días más tarde, los escalones donde Micca había explotado la bomba se derrumbaron rápidamente. El cuerpo de Micca fue enterrado en una fosa común.

## Memorial y arqueología

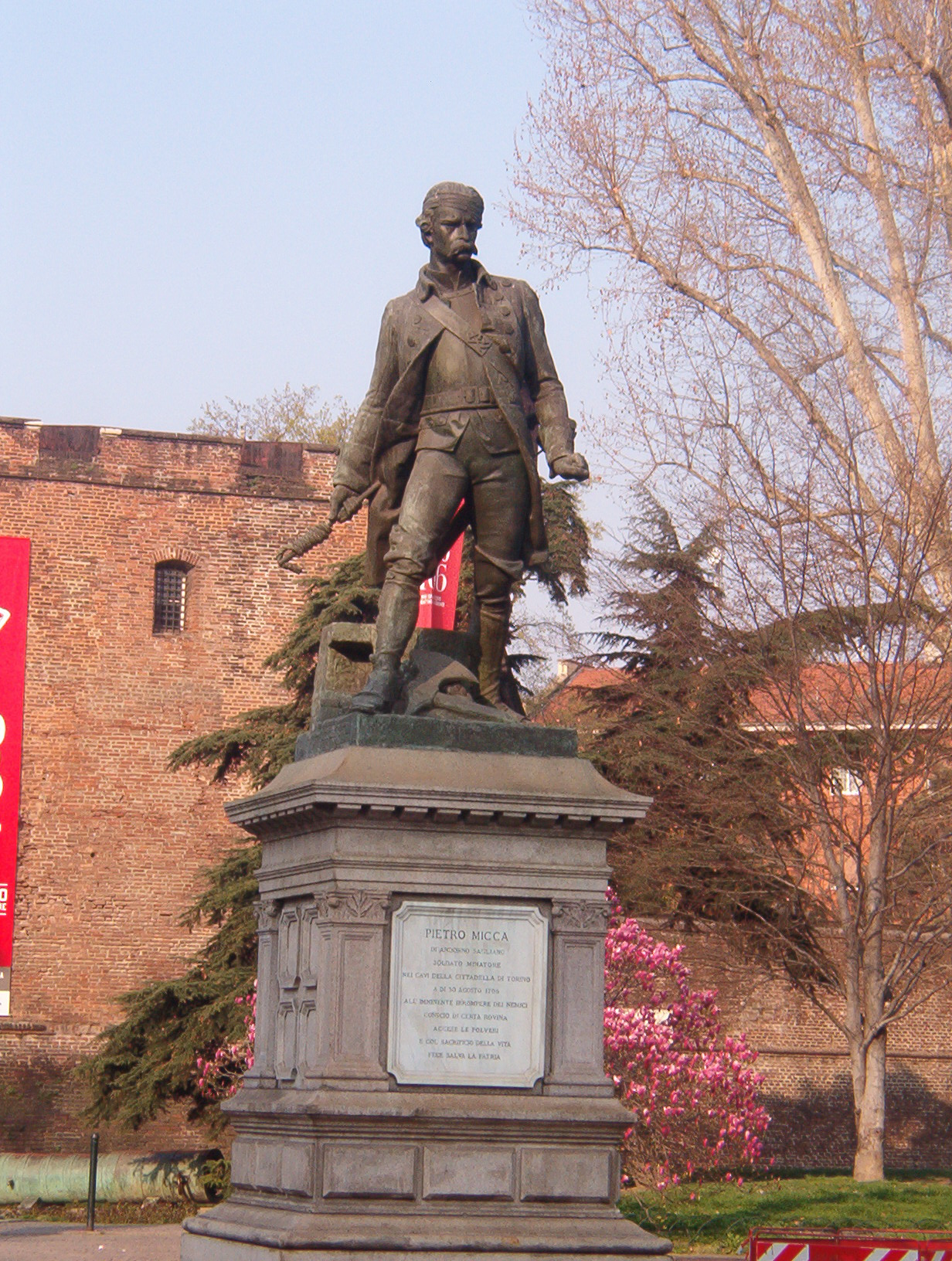
Monumento a Pietro Micca en Turín.

En 1958, el Capitán (luego General) Guido Amoretti descubrió los "escalones de Pietro Micca" de ladrillo, que forman la pieza central de la red de minas militares, que se pueden visitar en el Museo Civico Pietro Micca (el Museo Cívico de Pietro Micca y el sitio de Turín). Los restos de las granadas de los atacantes, cuchillos y otros equipos personales fueron descubiertos, y se muestran en el museo.
El heroísmo de Micca ha sido objeto de poemas, obras de teatro y romances. Pero, según el conde Giuseppe Solaro della Margherita, el comandante de la guarnición de Turín en ese momento, fue a través de un error de cálculo del ritmo de la mecha, y no por intención deliberada, por lo que perdió la vida.
Además del Museo Cívico Pietro Micca, una calle central de Turin lleva su nombre y una estatua erigida en su honor. Su ciudad natal pasó a llamarse de Andorno a Andorno Micca.